# ギミギミ・ナイトフィーバー
「ギミギミ・ナイトフィーバー」は、日本のヒップホップMC、MCUの9枚目のシングル。

## 概要
- 2009年12月2日に発売された9枚目（featuring無しだと6枚目）のシングル。
- 全4曲収録したクリスマス・ストーリー・シングル。

## 収録曲
1. ギミギミ・ナイトフィーバー
2. Christmas for U
3. ラブナビ
4. ラブナビ “HIP HOP DRIVIN' MIX” by 千晴&マロニー